# Aldora
Aldora es un pueblo ubicado en el condado de Lamar en el estado estadounidense de Georgia. En el censo de 2000, su población era de 98.

## Demografía
En el 2000 la renta per cápita promedia del hogar era de $22,083, y el ingreso promedio para una familia era de $22,083. El ingreso per cápita para la localidad era de $10,693. Los hombres tenían un ingreso per cápita de $20,625 contra $19,583 para las mujeres.

## Geografía
Aldora se encuentra ubicado en las coordenadas 33°2′57″N 84°10′32″O / 33.04917, -84.17556 (33.049078, -84.175552).
Según la Oficina del Censo, la localidad tiene un área total de 0,9 km² (0,3 mi²), de la cual 0,9 km² (0,3 mi²) es tierra y 0 km² (0 mi²) (0.0%) es agua.